# Oskrzeliki

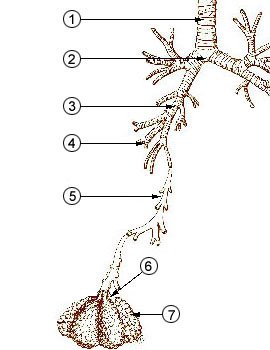
Schemat oskrzeli (oskrzeliki oznaczone nr 5)

Oskrzeliki (łac. bronchioli) – część układu oddechowego położona między oskrzelami a pęcherzykami płucnymi. To cienkie przewody o średnicy mniejszej niż 0,85 mm.
Są rozgałęzieniami oskrzeli od 11. do 16. rzędu. Płuca człowieka zawierają ok. 30 tys. oskrzelików. Są najmniejszym elementem układu oddechowego, który pełni wyłącznie funkcje transportowe (tzn. nie zachodzi w nich wymiana gazowa).
Ich ściany nie zawierają chrząstki – są zbudowane z warstwy włókien kolagenowych, przebiegających okrężnie mięśni gładkich i nabłonka. Ich skurcz prowadzi więc do znacznego ograniczenia przepływu powietrza w płucach, co ma znaczenie w wielu procesach patologicznych:
- Astma oskrzelowa – w przebiegu choroby może dojść do skurczu oskrzelików, który jest stanem zagrażającym życiu pacjenta.
- Infekcje dróg oddechowych – ostre zapalenie oskrzelików wywołują głównie wirusy, m.in. RSV i wirus grypy; u dzieci może mieć ciężki przebieg i prowadzić do groźnego dla życia zapalenia płuc.
- Pylica – do rozwoju stanu zapalnego i zwłóknienia oskrzelików mogą prowadzić substancje mineralne takie jak azbest, krzemionka czy węgiel.